# Salgueiro Atlético Clube
El Salgueiro Atlético Clube, es un equipo de fútbol de Brasil de la ciudad de Salgueiro, Estado de Pernambuco. Fue fundado el 23 de mayo de 1972 y actualmente juega en el Campeonato Brasileño de Serie D.

## Palmarés

### Torneos estaduales
- Campeonato Pernambucano (1): 2020.
- Segunda División del Campeonato Pernambucano (1): 2007.
- Copa Pernambucano (1): 2005

Torneos amistosos
- Taça Engenheiro José Marcílio Anacleto Porto (1): 1973[5]

## Entrenadores
- Damasceno (junio de 1973-?)[6]
- Dario Souza (octubre de 1973-febrero de 1974)[7][8][9]
- Brás (mayo de 1974-?)[10]
- Paulo Júnior (diciembre de 2017-febrero de 2018)[11]
- João Paulo Santos (interino-febrero de 2018)[11]
- Sérgio China (febrero de 2018-abril de 2019)[12]
- Daniel Neri (abril de 2019-abril de 2021)[13][14]
- Marcos Tamandaré (abril de 2021-2021)[15]
- Sílvio Criciúma (diciembre de 2021-abril de 2022)[16][3]

## Sucesos
El 9 de enero de 2013 falleció de un paro respiratorio el futbolista Neto Maranhão durante un entrenamiento del equipo. Era uno de los mejores jugadores de la historia del club.